# Матю Арлидж
Матю Арлидж (на английски: M. J. Arlidge) е английски писател на произведения в жанра трилър и криминален роман.

## Биография и творчество
Матю Арлидж е роден на 10 октомври 1974 г. в Лондон, Англия. Най-младият от четирите братя и сестри. Израства в Хамстед, Северен Лондон. След гимназията пътува много, посещава Сингапур и Австралия, и преподава в училище в Южна Индия. След завръщането си в Англия следва английска филология в колежа „Сейн Джонс“ в Кеймбридж. След дипломирането си специализира една година в студио за филмова и телевизионна продукция в университета в Бристол.
Кариерата му започва като редактор на сценарии за телевизионния сериал „EastEnders“ на BBC1. След 18 месеца отива в продуцентската компания „Ecosse Films“ като редактор на сценариите за сериала на BBC1 „Monarch of the Glen“. От 2005 г. става продуцент за сериалите на BBC/ITV/C4 „Cape Wrath” и „Mistresses“. През 2007 г. е съосновател с на Джеръми Гвилт и Крис Ланг собствена продуцентска компания „TXTV Limited“. С нея продуцира успешните криминални телевизионни сериали „The Little House“ (2010) и „Undeniable“ (2014).
Първият му трилър „Куршум за двама“ от криминалната поредица „Хелън Грейс“ е публикуван през 2014 г. Главната героиня Хелън Грейс е инспектор от отдел „Убийства“ и разследва най-тежките и садистични убийства в района на крайбрежния Саутхамптън.
Матю Арлидж живее със семейството си в Лондон.

## Произведения

### Серия „Хелън Грейс“ (Helen Grace)
1. Eeny Meeny (2014)
Куршум за двама, изд.: ИК „Хермес“, София (2015), прев. Калина Лазарова
2. Pop Goes the Weasel (2014)
Смъртен грях, изд.: ИК „Хермес“, София (2016), прев. Гриша Атанасов
3. The Doll's House (2015)
4. Liar Liar (2015)
5. Little Boy Blue (2016)
6. Hide and Seek (2016)
7. Love Me Not (2017)

- No Way Back (2016)
- Running Blind (2017)

### Екранизации
- 2007 Cape Wrath – ТВ сериал, 6 епизода, автор и продуцент
- 2015 The Prowler – късометражен
- 2015-2018 Silent Witness – ТВ сериал, 6 епизода, автор
- 2018 Innocent – ТВ мини сериал